# Gornji Fodrovec
Gornji Fodrovec falu Horvátországban Kapronca-Kőrös megyében. Közigazgatásilag  Sveti Petar Orehovechez tartozik.

## Fekvése
Kőröstől 12 km-re, községközpontjától 6 km-re északnyugatra fekszik.

## Története
A falunak 1857-ben 159,  1910-ben 290 lakosa volt. Trianonig Belovár-Kőrös vármegye Körösi járásához tartozott. 2001-ben 187 lakosa volt.